# Nemzzz
 (mars 2024).
La mise en forme du texte ne suit pas les recommandations de Wikipédia : il faut le « wikifier ».
Les points d'amélioration suivants sont les cas les plus fréquents. Le détail des points à revoir est peut-être précisé sur la page de discussion.
- Les titres sont pré-formatés par le logiciel. Ils ne sont ni en capitales, ni en gras.
- Le texte ne doit pas être écrit en capitales (les noms de famille non plus), ni en gras, ni en italique, ni en « petit »…
- Le gras n'est utilisé que pour surligner le titre de l'article dans l'introduction, une seule fois.
- L'italique est rarement utilisé : mots en langue étrangère, titres d'œuvres, noms de bateaux, etc.
- Les citations ne sont pas en italique mais en corps de texte normal. Elles sont entourées par des guillemets français : « et ».
- Les listes à puces sont à éviter, des paragraphes rédigés étant largement préférés. Les tableaux sont à réserver à la présentation de données structurées (résultats, etc.).
- Les appels de note de bas de page (petits chiffres en exposant, introduits par l'outil «  Source ») sont à placer entre la fin de phrase et le point final[comme ça].
- Les liens internes (vers d'autres articles de Wikipédia) sont à choisir avec parcimonie. Créez des liens vers des articles approfondissant le sujet. Les termes génériques sans rapport avec le sujet sont à éviter, ainsi que les répétitions de liens vers un même terme.
- Les liens externes sont à placer uniquement dans une section « Liens externes », à la fin de l'article. Ces liens sont à choisir avec parcimonie suivant les règles définies. Si un lien sert de source à l'article, son insertion dans le texte est à faire par les notes de bas de page.
- La présentation des références doit suivre les conventions bibliographiques. Il est recommandé d'utiliser les modèles {{Ouvrage}}, {{Chapitre}}, {{Article}}, {{Lien web}} et/ou {{Bibliographie}}. Le mode d'édition visuel peut mettre en forme automatiquement les références.
- Insérer une infobox (cadre d'informations à droite) n'est pas obligatoire pour parachever la mise en page.

Pour une aide détaillée, merci de consulter Aide:Wikification.
Si vous pensez que ces points ont été résolus, vous pouvez retirer ce bandeau et améliorer la mise en forme d'un autre article.
 (mars 2024).
Si vous disposez d'ouvrages ou d'articles de référence ou si vous connaissez des sites web de qualité traitant du thème abordé ici, merci de compléter l'article en donnant les références utiles à sa vérifiabilité et en les liant à la section « Notes et références ».
Namiah Simms, dit Nemzzz, né le 28 mars 2004 à Manchester est un rappeur britannique. Il s'est fait connaître en 2021 avec les titres Elevate et 2MS. Son premier album, Do Not Disturb, sorti en 2024, a commencé à la dix-septième place de l’UK Albums Chart.

## Biographie
Nemiah Simms est né à Manchester, en Angleterre, et a été élevée à Gorton. Sa mère était productrice de musique et son père, chanteur de reggae et de bashment. Simms a des origines jamaïcaines.

## Carrière
Nemzzz a commencé sa carrière de rappeur en 2018, s'exerçant sur des instrumentaux trouvés sur YouTube. Le titre à connaître un succès viral, « Elevate », est sorti en novembre 2021, accompagné d'un clip vidéo produit par GRM Daily. Il a poursuivi sur sa lancée avec le morceau « 2MS » en février 2022, qui a suscité encore plus d'intérêt. Il a collaboré avec Stay Flee Get Lizzy et Knucks sur le titre de novembre 2022, « No Refunds ». Il a maintenu une cadence régulière de sorties de singles, culminant avec l'EP « Nemzzz Type Beat » en mai 2023.

### 2023-actuellement:Do Not Disturb
En octobre 2023, Nemzzz a sorti le morceau « Money and Vibes », le premier single de sa première mixtape. Il a enchaîné avec le morceau "8AM In Manny" en novembre, qui lui a valu une cosignature de Drake. Une autre chanson, "Therapy", est sortie en décembre. En février 2024, la mixtape Do Not Disturb a été annoncée parallèlement à la sortie du single « L's ». Le morceau "PTSD" est sorti le même mois. Le 15 mars 2024, Do Not Disturb est sorti avec des fonctionnalités de Luciano et JayG. Trois jours plus tard, une édition de luxe avec des fonctionnalités supplémentaires de K-Trap, Headie One et Lil Yachty est sortie,. La mixtape a fait ses débuts au numéro 17 du UK Albums Chart et au numéro un du UK R&B Albums Chart.

## Sources
1. ↑  Marwood, « Nemzzz Unveils Brand New Single ‘Money And Vibes’ », Mixtape Madness, 23 octobre 2023 (consulté le 24 mars 2024)
2. ↑  « Nemzzz samples Drake on "8AM IN MANNY" », GRM Daily, 2 novembre 2023 (consulté le 24 mars 2024)
3. ↑  « Nemzzz gets introspective with new release "Therapy" », GRM Daily, 14 décembre 2023 (consulté le 24 mars 2024)
4. ↑  Hussain, « Nemzzz Announces Debut Mixtape 'DO NOT DISTURB' », Clash Magazine, 2 février 2024 (consulté le 24 mars 2024)
5. ↑  Murray, « Nemzzz Shares Heavyweight Single 'PTSD' | News », Clash Magazine, 23 février 2024 (consulté le 24 mars 2024)
6. ↑  Keith, « Nemzzz’s Debut Mixtape, ‘Do Not Disturb’, Is An Essential Listen », Complex (consulté le 24 mars 2024)
7. ↑  Hussain, « Nemzzz Unveils Deluxe Version Of 'DO NOT DISTURB' Mixtape », Clash Magazine, 18 mars 2024 (consulté le 24 mars 2024)
8. ↑  « Ariana Grande's eternal sunshine holds tight with second week at Number 1 », Official Charts, 22 mars 2024 (consulté le 24 mars 2024)